# Soulèvement de 1990 au Bangladesh
Le soulèvement de 1990 au Bangladesh est un mouvement démocratique qui a eu lieu le 4 décembre et a conduit à la chute du général Hossain Mohammad Ershad au Bangladesh. Le soulèvement était le résultat d'une série de manifestations populaires qui ont commencé le 10 octobre 1990 pour renverser le général Ershad, arrivé au pouvoir en 1982 en imposant la loi martiale et en remplaçant un président démocratiquement élu par un coup d'État sans effusion de sang.
Ce soulèvement est considéré comme le point de départ de la démocratie parlementaire au Bangladesh après neuf ans de régime militaire et a ouvert la voie à des élections crédibles en 1991. L'alliance de sept partis dirigée par le Parti nationaliste du Bangladesh, l'alliance de huit partis dirigée par la Ligue Awami du Bangladesh et l'alliance de cinq partis de gauche ont contribué à organiser le soulèvement contre Ershad.
Une centaine de personnes sont mortes au cours des manifestations qui ont conduit au soulèvement du 10 octobre au 4 décembre, une cinquantaine ont été victimes des violentes manifestations et des combats de rue qui ont commencé le 27 novembre après la déclaration de l'état d'urgence. Le général Ershad a été arrêté immédiatement après le soulèvement, pour corruption.

## Contexte

### Montée d'Ershad
Après l'assassinat de Ziaur Rahman le 30 mai 1981 et la prise du pouvoir par le vice-président Abdus Sattar en tant que président par intérim du Bangladesh, le chef d'état-major de l'armée bangladaise, le lieutenant général Hossain Mohammad Ershad, a apporté son soutien au président par intérim Sattar. Mais plus tard, dans une interview accordée au Guardian, le général Ershad a estimé que l'armée devait jouer un rôle spécifique dans le gouvernement et l'administration civile, ce que le président a réfuté,,.
Furieux, le général Ershad a imposé la loi martiale le 24 mars 1982 et s'est déclaré administrateur en chef de la loi martiale. Il a remplacé Sattar par A. F. M. Ahsanuddin Chowdhury en tant que président. Le 11 avril 1983, Ershad suspend la constitution et se déclare président du Bangladesh.

### Opposition politique
La première opposition majeure à laquelle Ershad a dû faire face a été le mouvement contre la politique d'éducation de Majid Khan en 1983. Dans un contexte d'état d'urgence, des centaines de milliers d'étudiants se sont rassemblés pour protester contre la politique d'éducation proposée, qui visait à faire de l'arabe une langue obligatoire dans l'enseignement primaire. Au cours des deux jours de combats de rue (14 et 15 février 1983) à l'université de Dacca, au moins cinq personnes sont mortes, identifiées comme étant Dipali Saha, Kanchan, Joynal, Mozammel et Zafar. Depuis lors, le 14 février est observé comme la Journée anti-autocratie au Bangladesh,.
Peu après le mouvement, la Ligue Awami a forgé une alliance avec quinze autres partis et le Parti Nationaliste avec sept autres partis pour résister au régime d'Ershad et lancer un mouvement à partir de septembre 1983. Le mouvement a ensuite été ralenti en raison de la scission des deux partis et des alliances.

### Élections législatives de 1986
En mars 1986, Ershad a déclaré que des élections générales auraient lieu le 7 mai. L'alliance à sept partis dirigée par le BNP a décidé de boycotter les élections et a déclaré des grèves dans tout le pays pour empêcher les élections. L'Alliance des quinze partis, dirigée par la Ligue Awami, a initialement déclaré qu'elle boycotterait les élections le 17 mars 1986. Le 19 mars, au champ Laldighi de Chittagong, Sheikh Hasina a déclaré : « Nous n'avons pas l'intention de participer au prochain scrutin. Ceux qui participeront à ce scrutin seront déclarés traître national ». Mais plus tard, dans la nuit du 21 mars, Sheikh Hasina déclare que la Ligue Awami et l'alliance des quinze partis participeront aux élections. Furieux de cette décision, cinq partis de gauche, dont le Parti des travailleurs, le Jatiya Samajtantrik Dal, se sont retirés de l'alliance après cette annonce et ont décidé de boycotter les élections avec l'alliance à sept. La participation soudaine de la Ligue Awami et de ses sept alliés aux élections a soulagé le régime d'Ershad, qui avait déjà lancé un nouveau parti, le Parti Jatiya, et affaibli le mouvement anti-Ershad pour les deux années à venir,.

### Relance du mouvement
Après la défaite aux élections générales de 1986, l'alliance à huit partis dirigée par la Ligue Awami est descendue dans la rue une fois de plus, ce qui a renforcé le mouvement lancé par l'alliance à sept partis, dirigée par le BNP, et l'alliance à cinq partis de gauche en 1987. Les leaders des deux principales alliances de l'époque, Bégum Khaleda Zia et Sheikh Hasina, ont décidé de lancer un mouvement unifié contre le régime Ershad après une réunion le 28 octobre 1987 à Mahakhali, dans la capitale.
Le mouvement a atteint un nouveau sommet en 1987 après la mort de Noor Hossain, tué lors d'une fusillade policière lors d'un rassemblement de la Jubo League (en). Le BNP, la Ligue Awami et tous les autres partis ont lancé une manifestation nationale en réponse aux excès de la police. Mais finalement, le mouvement de 1987-88 n'a pas connu un grand succès en raison des mesures répressives du gouvernement, comme les fréquentes assignations à résidence de Khaleda Zia et de Sheikh Hasina.

## Mouvement des étudiants
Outre les partis, les étudiants et les membres de la société civile ont joué un rôle déterminant dans le soulèvement. L'Union centrale des étudiants de l'université de Dacca (DUCSU) a toujours apporté la plus grande contribution à l'histoire du Bangladesh. Mais en raison du manque de clairvoyance et de la trahison de certains dirigeants de la DUCSU dans les années 1980, le mouvement anti-Ershad a perdu son attrait auprès des étudiants. En février 1989, la Bangladesh Chhatra League, l'Union des étudiants du Bangladesh et les organisations étudiantes de gauche ont créé un comité conjoint sous le nom de Chatra Shangram Parishad (Conseil d'action des étudiants) qui a remporté la majorité des postes lors des élections du DUCSU et Sultan Mansur Ahmed est devenu le vice-président du DUCSU. Mais ce comité s'est avéré être un échec pour défier le régime et n'a pas pu contribuer de manière significative au mouvement anti-Ershad. En juin 1990, le comité Amanullah Aman-Khairul Kabir Khokan, soutenu par le Chatra Dal, a remporté l'élection du DUCSU dans l'ensemble du comité ainsi que dans presque tous les syndicats de l'université. Amanullah Aman est devenu le vice-président du syndicat et Khairul Kabir Khokan le secrétaire général. En dirigeant toute l'organisation de l'élection du DUCSU, Chatra Dal a pris la tête du mouvement étudiant sur le campus de l'Université de Dacca,.
Les dirigeants de la DUCSU et leurs partisans, principalement des hommes de Chatra Dal, ont commencé à organiser des rassemblements et des programmes de sit-in sur le campus en 1990 pour protester contre le régime d'Ershad. L'énorme réservoir d'activistes de Chatra Dal a commencé à prendre part aux programmes politiques déclarés par les trois alliances à partir de septembre 1990. Le comité DUCSU dirigé par Chatra Dal a forgé une alliance avec tous les groupes d'étudiants existants sur le campus, Sarbadaliya Chatra Oikya Parishad (Conseil des étudiants de tous les partis) et a organisé une manifestation le 1er octobre 1990. Selon le secrétaire militaire du général Ershad en 1990, le major général Manjur Rashid Khan, « (...) ignorant le conflit et la méfiance au sein des partis politiques en lutte, le conseil des étudiants de tous les partis est devenu la force motrice du soulèvement de masse »,.
Les manifestations sont devenues violentes après les tirs de la police sur un rassemblement du Chatra Dal le 10 octobre, qui ont coûté la vie à Naziruddin Jehad, un leader du Chatra Dal de Sirajganj, venu à Dacca pour participer à la grève nationale appelée par les trois alliances contre Ershad. Le 4 novembre, le conseil des étudiants s'est rassemblé dans le quartier de Gulistan, dans la capitale, où il a été confronté aux excès de la police. L'alliance des étudiants a déclaré le siège de la colonie des ministres le 17 novembre. Le programme a tourné à la violence lorsque des centaines d'étudiants du campus universitaire ont engagé une bataille avec la police qui a fait des centaines de blessés. Le 21 novembre, le corps étudiant a organisé une autre manifestation et s'est heurté à la police,.
Le 27 novembre, lors d'un programme du conseil des étudiants, des cadres armés du parti Jatiya ont ouvert le feu sur les étudiants, ce qui a donné lieu à une fusillade avec les cadres armés du Chatra Dal. Alors qu'il passait à l'intersection du Centre des enseignants et des étudiants de l'université de Dacca, le médecin Shamsul Alam Khan Milon a été abattu par les cadres du parti Jatiya et est mort par la suite. Cet incident a rendu les étudiants furieux et le conseil a exigé la démission de tous les ministres du cabinet avant le 30 novembre et a déclaré que si leurs demandes n'étaient pas satisfaites, les membres du cabinet feraient face à de graves conséquences. Le jour suivant, les étudiants sont sortis du campus avec un rassemblement qui a été attaqué par la police et le personnel du BDR. Le 28 novembre, des étudiants en soudure de l'université de Dacca ont organisé une manifestation dans les environs du campus. Ils ont bloqué la voie ferrée à Malibagh, dans la capitale, et ont forcé le conducteur à arrêter le train et à s'enfuir. La série de protestations étudiantes a contraint le régime Ershad à réfléchir à une sortie sûre,.

## Déclaration commune
L'alliance de sept partis dirigée par le BNP, l'alliance de huit partis dirigée par la Ligue Awami et l'alliance de cinq partis de la gauche ont rédigé une « Déclaration conjointe des trois alliances » le 19 novembre 1990.
Cette déclaration était essentiellement une feuille de route décrivant le processus de transmission de la présidence d'Ershad à un gouvernement civil. La déclaration incluait l'idée d'un gouvernement intérimaire qui prendrait le relais après la chute d'Ershad et organiserait des élections libres et équitables dans les 90 jours suivant son arrivée au pouvoir. La formule pour remplacer Ershad en tant que président était la suivante :
- Obliger Ershad à démissionner de son poste et nommer le vice-président pour le remplacer.
- Le vice-président, après avoir été nommé président, nommera une personne dont le nom sera proposé par les trois alliances comme vice-président.
- Le vice-président devenu président démissionne de son poste et nomme le vice-président nouvellement nommé pour le remplacer.
- Le Président nouvellement nommé prêtera serment en tant que Président et formera un conseil consultatif de dix membres.
- Le Président et son conseil consultatif devront organiser une élection libre et équitable dans les 90 jours.